# Michotamia assamensis
Michotamia assamensis är en tvåvingeart som beskrevs av Joseph och Parui 1995. Michotamia assamensis ingår i släktet Michotamia och familjen rovflugor.
Artens utbredningsområde är Assam (Indien). Inga underarter finns listade i Catalogue of Life.